# Zbornica
Zbornica è un film del 2021 diretto da Sonja Tarokić.
La regista croata, al suo primo lungometraggio, ha anche scritto la sceneggiatura della pellicola tutta incentrata sul mondo della scuola. Già dal titolo si fa infatti riferimento a questa, indicando in croato la "sala professori" (in inglese è stato intitolato The Staffroom).
Il film è stato presentato il 21 agosto 2021 al Festival internazionale del cinema di Karlovy Vary dove ha avuto un'ottima accoglienza, ha quindi preso parte a molte altre rassegne cinematografiche raccogliendo diversi riconoscimenti.

## Trama
Anamarija è una pedagogista che, appena terminato il congedo di maternità durato due anni, inizia con entusiasmo l'anno scolastico nella nuova scuola media in cui è stata assunta.
Scopre presto che mostrarsi eccessivamente zelante può ritorcerglisi contro e, dunque, con i professori e con la preside deve adottare approcci personalizzati e mirati. Il caso di Siniša Jambrošić, un professore di storia con frustrazioni personali che si ripercuotono nella didattica, viene troppo a lungo sottostimato, finché non esplode con le lamentele dei genitori e un'ispezione ministeriale promossa da una segnalazione anonima, partita proprio da Anamarija.
Gli sforzi di Anamarija, che spesso paiono vani, hanno comunque il merito di muovere qualcosa all'interno dell'istituto, con la stessa autoritaria preside che al termine dell'anno scolastico si mostra molto più vulnerabile di quanto non fosse inizialmente.

## Accoglienza
Il film ha avuto apprezzamenti per lo più positivi da parte della critica che ha sottolineato l'abilità della regista esordiente nel dare vita a scene complesse e articolate, con il coinvolgimento contemporaneo di molti soggetti, ricordando maestri in questo tipo di sequenze come Robert Altman.

## Riconoscimenti
- 2021 - Festival internazionale del cinema di Karlovy Vary
  - Candidatura al Globo di Cristallo per il miglior film
  - Menzione speciale
  - Encomio della Giuria Ecumenica
- 2022 - Festival del cinema di Pola
  - Miglior film